# Thamudisch
Thamudisch war ein altnordarabischer Dialekt, der durch vorislamische Inschriften in der Arabischen Wüste und dem Sinai belegt ist. Verwendet wurde es zwischen dem 4. Jh. v. Ch. bis zum 3. oder 4. Jh. n. Ch. Der thamudische Dialekt wurde allmählich vom arabischen verdrängt. Der Name Thamudisch leitet sich nicht direkt aus dem Namen des Stammes der Thamud ab.